# Duchailluia congoensis
Duchailluia congoensis är en kackerlacksart som först beskrevs av Robert Walter Campbell Shelford 1911.  Duchailluia congoensis ingår i släktet Duchailluia och familjen storkackerlackor. Inga underarter finns listade i Catalogue of Life.